# سدریک کولت
سدریک کولت (انگلیسی: Cédric Collet؛ زادهٔ ۷ مارس ۱۹۸۴) بازیکن فوتبال اهل فرانسه است.
از باشگاه‌هایی که در آن بازی کرده‌است می‌توان به باشگاه فوتبال استاد برستوا ۲۹، باشگاه فوتبال استاد رنس، باشگاه فوتبال سدان، باشگاه فوتبال استاندارد لیژ، و باشگاه فوتبال بیرامار اشاره کرد.
وی همچنین در تیم ملی فوتبال جزیره گوادلوپ بازی کرده‌است.